# Venjukovia
Venjukovia, é um extinto gênero de sinapsídeos não-mamíferos do Permiano Médio na Rússia.